# Dreiband-Weltmeisterschaft der Junioren 2011

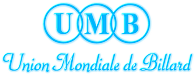
Logo UMB (ausrichtender Verband)

Die Dreiband-Weltmeisterschaft der Junioren 2011 war ein Turnier in der Karambolagedisziplin Dreiband und fand vom 10. bis 12. Oktober in Guatemala-Stadt statt. Es war die erste Billard-Weltmeisterschaft in Guatemala.

## Teilnehmer
Das Teilnehmerfeld setzt sich aus den Kontinentalverbänden wie folgt zusammen:
- Titelverteidiger (Wildcard) UMB: 1
- CEB: 7
- CPB: 4
- ACBC: 3
- organisierende Verband: 1

| Titelverteidiger | Titelverteidiger    |
| ---------------- | ------------------- |
| 1                | Kim Haeng-jik       |
| Europa (CEB)     |                     |
| 2                | David Zapata        |
| 3                | David Martinez      |
| 4                | Andy de Bondt       |
| 5                | Joao Pedro Ferreira |
| 6                | Jens van Dam        |
| 7                | Mohamed Abdin       |
| 8                | Kevin Perrotin      |

| Amerika (CPB) |                     |
| 9             | Alejandro Piza      |
| 10            | Manuel Lindao       |
| 11            | William Villanueva  |
| 12            | Alfonso Inturbide   |
| Asien (ACBC)  |                     |
| 13            | Cho Gun-whi         |
| 14            | Yusuke Mori         |
| 15            | Kim Jun-tae         |
| Wildcard Org. |                     |
| 16            | Luis Fernando Silva |

## Modus
Gespielt wird in der Vorrunde in vier Gruppen zu je vier Spielern im Round-Robin-Modus im Satzsystem Best of 3 sets. Die beiden Gruppenersten zogen in die Endrunde ein, wo im K.-o.-System in Best of 5 Sets gespielt wurde. Die Shot clock stand auf 50 Sekunden.

## Gruppenphase
| Abschlusstabelle Gruppe A | Abschlusstabelle Gruppe A | Abschlusstabelle Gruppe A | Abschlusstabelle Gruppe A | Abschlusstabelle Gruppe A | Abschlusstabelle Gruppe A | Abschlusstabelle Gruppe A | Abschlusstabelle Gruppe A | Abschlusstabelle Gruppe A | Abschlusstabelle Gruppe A |
| Platz                     | Name                      | MP                        | SV                        | Pkte                      | Aufn.                     | GD                        | BED                       | BSD                       | HS                        |
| ------------------------- | ------------------------- | ------------------------- | ------------------------- | ------------------------- | ------------------------- | ------------------------- | ------------------------- | ------------------------- | ------------------------- |
| 1                         | Kim Haeng-jik             | 6:0                       | 6:1                       | 100                       | 77                        | 1,298                     | 1,875                     | 2,500                     | 6                         |
| 2                         | Kim Jun-tae               | 4:2                       | 5:3                       | 97                        | 104                       | 0,932                     | 0,947                     | 1,500                     | 8                         |
| 3                         | David Martinez            | 2:4                       | 3:4                       | 73                        | 75                        | 0,973                     | 1,304                     | 2,142                     | 7                         |
| 4                         | Alfonso Inturbide         | 0:6                       | 0:6                       | 60                        | 84                        | 0,714                     | –                         | –                         | 5                         |

| Abschlusstabelle Gruppe B | Abschlusstabelle Gruppe B | Abschlusstabelle Gruppe B | Abschlusstabelle Gruppe B | Abschlusstabelle Gruppe B | Abschlusstabelle Gruppe B | Abschlusstabelle Gruppe B | Abschlusstabelle Gruppe B | Abschlusstabelle Gruppe B | Abschlusstabelle Gruppe B |
| Platz                     | Name                      | MP                        | SV                        | Pkte                      | Aufn.                     | GD                        | BED                       | BSD                       | HS                        |
| ------------------------- | ------------------------- | ------------------------- | ------------------------- | ------------------------- | ------------------------- | ------------------------- | ------------------------- | ------------------------- | ------------------------- |
| 1                         | David Zapata              | 6:0                       | 6:1                       | 97                        | 81                        | 1,197                     | 1,304                     | 1,875                     | 5                         |
| 2                         | Yusuke Mori               | 4:2                       | 4:2                       | 73                        | 97                        | 0,752                     | 0,857                     | 0,937                     | 4                         |
| 3                         | Mohamed Abdin             | 2:4                       | 2:4                       | 66                        | 107                       | 0,616                     | 0,666                     | 0,789                     | 5                         |
| 4                         | William Villanueva        | 0:6                       | 1:6                       | 84                        | 111                       | 0,756                     | –                         | 1,250                     | 6                         |

| Abschlusstabelle Gruppe C | Abschlusstabelle Gruppe C | Abschlusstabelle Gruppe C | Abschlusstabelle Gruppe C | Abschlusstabelle Gruppe C | Abschlusstabelle Gruppe C | Abschlusstabelle Gruppe C | Abschlusstabelle Gruppe C | Abschlusstabelle Gruppe C | Abschlusstabelle Gruppe C |
| Platz                     | Name                      | MP                        | SV                        | Pkte                      | Aufn.                     | GD                        | BED                       | BSD                       | HS                        |
| ------------------------- | ------------------------- | ------------------------- | ------------------------- | ------------------------- | ------------------------- | ------------------------- | ------------------------- | ------------------------- | ------------------------- |
| 1                         | Alejandro Piza            | 6:0                       | 6:2                       | 106                       | 111                       | 0,954                     | 1,296                     | 1,666                     | 8                         |
| 2                         | Andy de Bondt             | 4:2                       | 5:2                       | 94                        | 127                       | 0,740                     | 0,810                     | 1,153                     | 4                         |
| 3                         | Joao Pedro Ferreira       | 2:4                       | 3:4                       | 87                        | 108                       | 0,805                     | 0,666                     | 1,500                     | 4                         |
| 4                         | Luis Fernando Silva       | 0:6                       | 0:6                       | 44                        | 111                       | 0,396                     | –                         | –                         | 4                         |

| Abschlusstabelle Gruppe D | Abschlusstabelle Gruppe D | Abschlusstabelle Gruppe D | Abschlusstabelle Gruppe D | Abschlusstabelle Gruppe D | Abschlusstabelle Gruppe D | Abschlusstabelle Gruppe D | Abschlusstabelle Gruppe D | Abschlusstabelle Gruppe D | Abschlusstabelle Gruppe D |
| Platz                     | Name                      | MP                        | SV                        | Pkte                      | Aufn.                     | GD                        | BED                       | BSD                       | HS                        |
| ------------------------- | ------------------------- | ------------------------- | ------------------------- | ------------------------- | ------------------------- | ------------------------- | ------------------------- | ------------------------- | ------------------------- |
| 1                         | Cho Gun-whi               | 4:2                       | 5:2                       | 102                       | 96                        | 1,062                     | 1,304                     | 1,500                     | 7                         |
| 2                         | Manuel Lindao             | 4:2                       | 4:3                       | 81                        | 88                        | 0,920                     | 1,161                     | 1,875                     | 6                         |
| 3                         | Jens van Dam              | 2:4                       | 3:5                       | 77                        | 100                       | 0,770                     | 0,666                     | 1,071                     | 5                         |
| 4                         | Kevin Perrotin            | 2:4                       | 2:4                       | 64                        | 76                        | 0,842                     | 1,200                     | 1,500                     | 6                         |

### Finalrunde
|  | Viertelfinale Best of 5 | Viertelfinale Best of 5 | Viertelfinale Best of 5 | Viertelfinale Best of 5 | Viertelfinale Best of 5 | Viertelfinale Best of 5 |               |                | Halbfinale Best of 5 | Halbfinale Best of 5 | Halbfinale Best of 5 | Halbfinale Best of 5 | Halbfinale Best of 5 | Halbfinale Best of 5 |      |       | Finale Best of 5 | Finale Best of 5 | Finale Best of 5 | Finale Best of 5 | Finale Best of 5 | Finale Best of 5 |
|  |                         |                         |                         |                         |                         |                         |               |                |                      |                      |                      |                      |                      |                      |      |       |                  |                  |                  |                  |                  |                  |
|  |                         | Satz                    | Pkt.                    | Aufn.                   | GD                      | HS                      |               |                |                      |                      |                      |                      |                      |                      |      |       |                  |                  |                  |                  |                  |                  |
|  |                         | Satz                    | Pkt.                    | Aufn.                   | GD                      | HS                      |               |                |                      |                      |                      |                      |                      |                      |      |       |                  |                  |                  |                  |                  |                  |
|  | Kim Haeng-jik           | 3                       | 53                      | 69                      | 0,768                   | 6                       |               |                |                      |                      |                      |                      |                      |                      |      |       |                  |                  |                  |                  |                  |                  |
|  | Kim Haeng-jik           | 3                       | 53                      | 69                      | 0,768                   | 6                       |               | Satz           | Pkt.                 | Aufn.                | GD                   | HS                   |                      |                      |      |       |                  |                  |                  |                  |                  |                  |
|  | Manuel Lindao           | 1                       | 48                      | 68                      | 0,705                   | 5                       |               | Satz           | Pkt.                 | Aufn.                | GD                   | HS                   |                      |                      |      |       |                  |                  |                  |                  |                  |                  |
|  | Manuel Lindao           | 1                       | 48                      | 68                      | 0,705                   | 5                       | Kim Haeng-jik | 3              | 45                   | 24                   | 1,875                | 9                    |                      |                      |      |       |                  |                  |                  |                  |                  |                  |
|  |                         | Satz                    | Pkt.                    | Aufn.                   | GD                      | HS                      | Kim Haeng-jik | 3              | 45                   | 24                   | 1,875                | 9                    |                      |                      |      |       |                  |                  |                  |                  |                  |                  |
|  |                         | Satz                    | Pkt.                    | Aufn.                   | GD                      | HS                      |               | Alejandro Piza | 0                    | 28                   | 23                   | 1,217                | 5                    |                      |      |       |                  |                  |                  |                  |                  |                  |
|  | Alejandro Piza          | 3                       | 45                      | 33                      | 1,363                   | 5                       |               | Alejandro Piza | 0                    | 28                   | 23                   | 1,217                | 5                    |                      |      |       |                  |                  |                  |                  |                  |                  |
|  | Alejandro Piza          | 3                       | 45                      | 33                      | 1,363                   | 5                       |               |                |                      |                      |                      |                      |                      | Satz                 | Pkt. | Aufn. | GD               | HS               |                  |                  |                  |                  |
|  | Yusuke Mori             | 0                       | 21                      | 31                      | 0,677                   | 4                       |               |                |                      |                      |                      |                      |                      | Satz                 | Pkt. | Aufn. | GD               | HS               |                  |                  |                  |                  |
|  | Yusuke Mori             | 0                       | 21                      | 31                      | 0,677                   | 4                       | Kim Haeng-jik | 3              | 54                   | 38                   | 1,421                | 9                    |                      |                      |      |       |                  |                  |                  |                  |                  |                  |
|  |                         | Satz                    | Pkt.                    | Aufn.                   | GD                      | HS                      | Kim Haeng-jik | 3              | 54                   | 38                   | 1,421                | 9                    |                      |                      |      |       |                  |                  |                  |                  |                  |                  |
|  |                         | Satz                    | Pkt.                    | Aufn.                   | GD                      | HS                      |               | Kim Jun-tae    | 1                    | 27                   | 37                   | 0,729                | 3                    |                      |      |       |                  |                  |                  |                  |                  |                  |
|  | Cho Gun-whi             | 0                       | 19                      | 29                      | 0,665                   | 5                       |               | Kim Jun-tae    | 1                    | 27                   | 37                   | 0,729                | 3                    |                      |      |       |                  |                  |                  |                  |                  |                  |
|  | Cho Gun-whi             | 0                       | 19                      | 29                      | 0,665                   | 5                       |               | Satz           | Pkt.                 | Aufn.                | GD                   | HS                   |                      |                      |      |       |                  |                  |                  |                  |                  |                  |
|  | Kim Jun-tae             | 3                       | 45                      | 42                      | 1,071                   | 5                       |               | Satz           | Pkt.                 | Aufn.                | GD                   | HS                   |                      |                      |      |       |                  |                  |                  |                  |                  |                  |
|  | Kim Jun-tae             | 3                       | 45                      | 42                      | 1,071                   | 5                       | Kim Jun-tae   | 3              | 64                   | 61                   | 1,049                | 7                    |                      |                      |      |       |                  |                  |                  |                  |                  |                  |
|  |                         | Satz                    | Pkt.                    | Aufn.                   | GD                      | HS                      | Kim Jun-tae   | 3              | 64                   | 61                   | 1,049                | 7                    |                      |                      |      |       |                  |                  |                  |                  |                  |                  |
|  |                         | Satz                    | Pkt.                    | Aufn.                   | GD                      | HS                      |               | David Zapata   | 2                    | 53                   | 60                   | 0,883                | 7                    |                      |      |       |                  |                  |                  |                  |                  |                  |
|  | Andy de Bondt           | 1                       | 30                      | 44                      | 0,681                   | 4                       |               | David Zapata   | 2                    | 53                   | 60                   | 0,883                | 7                    |                      |      |       |                  |                  |                  |                  |                  |                  |
|  | Andy de Bondt           | 1                       | 30                      | 44                      | 0,681                   | 4                       |               |                |                      |                      |                      |                      |                      |                      |      |       |                  |                  |                  |                  |                  |                  |
|  | David Zapata            | 3                       | 56                      | 45                      | 1,244                   | 12                      |               |                |                      |                      |                      |                      |                      |                      |      |       |                  |                  |                  |                  |                  |                  |
|  | David Zapata            | 3                       | 56                      | 45                      | 1,244                   | 12                      |               |                |                      |                      |                      |                      |                      |                      |      |       |                  |                  |                  |                  |                  |                  |

## Abschlusstabelle
| MP    | Match Points (Sieger = 2; Unentschieden = 1; Verlierer = 0) |
| Pkte. | Erzielte Karambolagen                                       |
| Aufn. | Benötigte Versuche                                          |
| GD    | Generaldurchschnitt                                         |
| BED   | Bester Einzeldurchschnitt eines Spielers                    |
| HS    | Höchstserie                                                 |
|       | Bester GD des Turniers                                      |
|       | Bester ED des Turniers                                      |
|       | Beste HS des Turniers                                       |
|       | 1. Platz (Gold)                                             |
|       | 2. Platz (Silber)                                           |
|       | 3. Platz (Bronze)                                           |

| Endklassement       | Endklassement       | Endklassement       | Endklassement       | Endklassement | Endklassement | Endklassement | Endklassement | Endklassement | Endklassement | Endklassement |
| Phase               | Platz               | Name                | MP                  | SV            | Pkt.          | Aufn.         | GD            | BED           | BSD           | HS            |
| ------------------- | ------------------- | ------------------- | ------------------- | ------------- | ------------- | ------------- | ------------- | ------------- | ------------- | ------------- |
| Finale              | 1                   | Kim Haeng-jik       | 12:0                | 15:3          | 252           | 208           | 1,211         | 1,875         | 5,000         | 9             |
| Finale              | 2                   | Kim Jun-tae         | 8:4                 | 12:8          | 233           | 244           | 0,954         | 1,071         | 1,875         | 8             |
| Halb- finale        | 3                   | David Zapata        | 8:2                 | 11:5          | 206           | 186           | 1,107         | 1,304         | 3,750         | 12            |
| Halb- finale        | 3                   | Alejandro Piza      | 8:2                 | 9:5           | 179           | 167           | 1,071         | 1,363         | 1,666         | 8             |
| Viertel- finale     | 5                   | Andy de Bondt       | 4:4                 | 6:5           | 124           | 171           | 0,725         | 0,810         | 1,000         | 4             |
| Viertel- finale     | 6                   | Cho Gun-whi         | 4:4                 | 5:5           | 121           | 125           | 0,968         | 1,304         | 1,500         | 7             |
| Viertel- finale     | 7                   | Manuel Lindao       | 4:4                 | 5:6           | 129           | 156           | 0,826         | 1,161         | 1,875         | 6             |
| Viertel- finale     | 8                   | Yusuke Mori         | 4:4                 | 4:5           | 94            | 128           | 0,734         | 0,857         | 0,937         | 4             |
| Gruppen- phase      | 9                   | Joao Pedro Ferreira | 2:4                 | 3:4           | 87            | 108           | 0,805         | 1,185         | 1,500         | 4             |
| Gruppen- phase      | 10                  | David Martinez      | 2:4                 | 3:4           | 73            | 75            | 0,973         | 1,304         | 2,142         | 7             |
| Gruppen- phase      | 11                  | Jens van Dam        | 2:4                 | 3:5           | 77            | 100           | 0,770         | 0,666         | 1,071         | 5             |
| Gruppen- phase      | 12                  | Mohamed Abdin       | 2:4                 | 2:4           | 66            | 107           | 0,616         | 0,666         | 0,789         | 5             |
| Gruppen- phase      | 13                  | Kevin Perrotin      | 2:4                 | 2:4           | 64            | 76            | 0,842         | 1,200         | 1,500         | 6             |
| Gruppen- phase      | 14                  | William Villanueva  | 0:6                 | 1:6           | 84            | 111           | 0,756         | –             | 1,250         | 6             |
| Gruppen- phase      | 15                  | Alfonso Inturbide   | 0:6                 | 0:6           | 60            | 84            | 0,714         | –             | –             | 5             |
| Gruppen- phase      | 16                  | Luis Fernando Silva | 0:6                 | 0:6           | 44            | 111           | 0,396         | –             | –             | 4             |
| Turnierdurchschnitt | Turnierdurchschnitt | Turnierdurchschnitt | Turnierdurchschnitt |               | 1893          | 2156          | 0,878         |               |               |               |